# Уснунц Армен Леонідович
Армен Уснунц (вірм. Արմեն Հյուսնունց, нар. 28 грудня 1966, Єреван) — вірменський джазовий музикант, вважається кращим саксофоністом Вірменії.

## Біографія
Закінчив відділ фортепіано музичного училища імені Саят-Нова і у 1984 поступив у Єреванську консерваторію на факультет саксофона. У період 1985—1987 рр. служив у радянській армії, де грав в оркестрі Почесної варти московського Кремля, потім переведений в оркестр МВС. У 1987-му викладав гру на саксофоні в одній з музичних шкіл Єревану. У 1988 році запрошений у джаз квартет Арташес Карталяна, а в період 1988—1989 грав у державному джаз-оркестрі Вірменії під керівництвом Костянтина Орбеляна. У 1990 році запрошений грати в Симфонічний оркестр Держтелерадіо Вірменії, будучи провідним саксофоністом протягом двох років. У 1996 році у співпраці з Хачиком Саакяном записав джазовий альбом «Пісні без слів», після чого музиканти утворили власну групу — етнічний джаз квінтет Time Report, що отримав велику популярність. У 1997 році призначений музичним керівником державного джаз-оркестру Вірменії. У 1998 році всесвітньо відомий музикант Арто Тунджбояджян запросив Армена грати у наново створеній групі Armenian Navy Band, де він став постійним учасником. Також у 2000 році був співзасновником саксофонного квартету «ArtaSax».
Армен Уснунц брав участь у багатьох фестивалях світу, гастролював з різними групами в Європі, США, Японії, на Близькому Сході, грав з багатьма відомими джазменами, такими як Чік Коріа, Біллі Кобем і Джо Завінул.
З 2011 року — художній керівник державного джазового та естрадного оркестру Вірменії.

## Дискографія

### Time Report
- 1996 — «Пісні без слів-1»
- 1998 — «Пісні без слів-2»
- 2000 — «Time Report»
- 2001 — «Return»
- 2008 — «One Day»

### Armenian Navy Band
- 1999 — «Bzdik Zinvor»
- 2001 — «New White»
- 2004 — «Natural Seeds»
- 2006 — «Vorqann e qone»
- 2009 — «Under Your Thoughts»

### Державний джаз-оркестр Вірменії
- 2002 — «Державний джаз-оркестр Вірменії»